# Arrondissement de Rastatt
L'arrondissement de Rastatt est un arrondissement ("Landkreis" en allemand) de Bade-Wurtemberg  (Allemagne), situé dans le district ("Regierungsbezirk" en allemand) de Karlsruhe et de l'Aire urbaine Mittlerer Oberrhein. Son chef-lieu est Rastatt.

## Histoire
À partir de 1991, l'arrondissement est impliqué dans la coopération transfrontalière, en adhérant à l'eurodistrict Pamina.

## Géographie
L'arrondissement est limitrophe :
- au nord, de l'arrondissement de Karlsruhe (distinct de la ville-arrondissement de Karlsruhe, qui y est enclavée),
- à l'est, de l'arrondissement de Calw,
- au sud-est, de l'arrondissement de Freudenstadt,
- au sud, de l'arrondissement de l'Ortenau,
- à l'ouest, en France, au-delà du Rhin, du département du Bas-Rhin,
- au nord-ouest, dans le Land allemand de Rhénanie-Palatinat, également au-delà du Rhin, de l'arrondissement de Germersheim.

En outre, l'arrondissement est coupé en son centre par la ville-arrondissement de Baden-Baden, qui s'y trouve entièrement enclavée.

## Tableau Général des Communes
| Unité Territoriale  | Statut                        | Nbre Quartiers Ortsteile/Stadtteile | Bourgmestre (Parti)      | Code Postal    | Indicatif Téléphonique            | Code Plaque Minéralogique | Superficie | Population | Date population | Densité |
| ------------------- | ----------------------------- | ----------------------------------- | ------------------------ | -------------- | --------------------------------- | ------------------------- | ---------- | ---------- | --------------- | ------- |
| Au am Rhein         | Commune                       | 1                                   | Veronika Laukart         | 76474          | +49-07245                         | RA, BH                    | 13,29 km²  | 3 295      | 31/12/2015      | 247,93  |
| Bietigheim          | Commune                       | 7                                   | Constantin Braun (CDU)   | 76467          | +49-07245                         | RA, BH                    | 13,90 km²  | 6 324      | 31/12/2015      | 454,96  |
| Bischweier          | Commune                       | 1                                   | Robert Wein              | 76476          | +49-07222                         | RA, BH                    | 4,59 km²   | 3 031      | 31/12/2015      | 660,35  |
| Bühl                | Grande Ville d'Arrondissement | 11                                  | Hubert Schnurr           | 77815          | +49-07223                         | RA, BH                    | 73,20 km²  | 28 882     | 31/12/2015      | 394,56  |
| Bühlertal           | Commune                       | 5                                   | Hans-Peter Braun         | 77830          | +49-07223                         | RA, BH                    | 17,68 km²  | 8 085      | 31/12/2015      | 457,30  |
| Durmersheim         | Commune                       | 2                                   | Andreas Augustin (CDU)   | 76448          | +49-07245                         | RA, BH                    | 26,15 km²  | 12 199     | 31/12/2015      | 466,50  |
| Elchesheim-Illingen | Commune                       | 2                                   | Rolf Spiegelhalder       | 76477          | +49-07245                         | RA, BH                    | 10,14 km²  | 3 208      | 31/12/2015      | 316,37  |
| Forbach             | Commune                       | 10                                  | Katrin Buhrke            | 76596          | +49-07228                         | RA, BH                    | 131,82 km² | 4 895      | 31/12/2015      | 37,13   |
| Gaggenau            | Grande Ville d'Arrondissement | 5                                   | Christof Florus          | 76571          | +49-07222, +49-07224 et +49-07225 | RA, BH                    | 65,05 km²  | 29 032     | 31/12/2015      | 446,30  |
| Gernsbach           | Ville                         | 6                                   | Julian Christ (SPD)      | 76593          | +49-07224                         | RA, BH                    | 82,09 km²  | 14 085     | 31/12/2015      | 171,58  |
| Hügelsheim          | Commune                       | 1                                   | Reiner Dehmelt           | 76549          | +49-07229                         | RA, BH                    | 14,91 km²  | 5 153      | 31/12/2015      | 345,61  |
| Iffezheim           | Commune                       | 1                                   | Peter Werler (CDU)       | 76473          | +49-07229                         | RA, BH                    | 19,92 km²  | 4 927      | 31/12/2015      | 247,34  |
| Kuppenheim          | Ville                         | 2                                   | Karsten Mußler           | 76456          | +49-07222 et +49-07225            | RA, BH                    | 18,08 km²  | 8 209      | 31/12/2015      | 454,04  |
| Lichtenau           | Ville                         | 5                                   | Christian Greilach (CDU) | 77839          | +49-07227                         | RA, BH                    | 27,63 km²  | 4 973      | 31/12/2015      | 180,00  |
| Loffenau            | Commune                       | 1                                   | Erich Steigerwald        | 76597 et 76332 | +49-07083                         | RA, BH                    | 17,07 km²  | 2 513      | 31/12/2015      | 147,22  |
| Muggensturm         | Commune                       | 1                                   | Dietmar Späth            | 76461          | +49-07222                         | RA, BH                    | 11,55 km²  | 6 179      | 31/12/2015      | 534,98  |
| Ötigheim            | Commune                       | 1                                   | Frank Kiefer (CDU)       | 76470          | +49-07222                         | RA, BH                    | 10,97 km²  | 4 651      | 31/12/2015      | 423,97  |
| Ottersweier         | Commune                       | 2                                   | Jürgen Pfetzer (CDU)     | 77833          | +49-07223                         | RA, BH                    | 29,22 km²  | 6 280      | 31/12/2015      | 214,92  |
| Rastatt             | Ville-Arrondissement          | 6                                   | Hans Jürgen Pütsch (CDU) | 76437          | +49-07222 et +49-07229            | RA, BH                    | 59,02 km²  | 48 051     | 31/12/2015      | 814,15  |
| Rheinmünster        | Commune                       | 4                                   | Helmut Pautier           | 77836          | +49-07227 et +49-07229            | RA, BH                    | 42,50 km²  | 6 825      | 31/12/2015      | 160,59  |
| Sinzheim            | Commune                       | 8                                   | Erik Ernst               | 76547          | +49-07221 et +49-07223            | RA, BH                    | 28,50 km²  | 11 119     | 31/12/2015      | 390,14  |
| Steinmauern         | Commune                       | 1                                   | Siegfried Schaaf         | 76479          | +49-07222                         | RA, BH                    | 12,40 km²  | 3 076      | 31/12/2015      | 248,07  |
| Weisenbach          | Commune                       | 2                                   | Toni Huber               | 76599          | +49-07224                         | RA, BH                    | 9,07 km²   | 2 482      | 31/12/2015      | 273,65  |
| Rastatt             | 23 Communes                   |                                     |                          |                |                                   |                           | 738,75 km² | 227 474    | 31/12/2015      | 307,92  |

## Structures intercommunales
Outre les 6 villes et 17 communes ci-dessus, l'arrondissement comprend des intercommunalités, appelées :
- soit (A) Gemeindeverwaltungsverbände,
- soit (B) Vereinbarte Verwaltungsgemeinschaften).

1. (A) Bischweier-Kuppenheim :ville de Kuppenheim et commune de Bischweier ;
2. (B) Bühl :ville de Bühl et commune d'Ottersweier ;
3. (A) Durmersheim :communes de Au am Rhein, Bietigheim, Durmersheim et Elchesheim-Illingen ;
4. (B) Gernsbach :ville de Gernsbach et communes de Loffenau et Weisenbach ;
5. (B) Rastatt :ville de Rastatt et communes de Iffezheim, Muggensturm, Ötigheim et Steinmauern ;
6. (A) Rheinmünster-Lichtenau :ville de Lichtenau et commune de Rheinmünster ;
7. (B) Sinzheim :communes de Sinzheim et Hügelsheim.